# (196256) 2003 EH1
(196256) 2003 EH1 — небольшой астероид Солнечной системы.
Был открыт в течение марта 2003 года Петером Дженнискенсом в обсерватории Лоуэлла (13 февраля — дата первого наблюдения). Является возможным кандидатом в список выродившихся комет. Астероид наиболее примечателен тем, что является потенциальным родоначальником квадрантид — одного из самых крупных регулярных метеорных потоков.